# Basarab II
Basarab II (rum. Basarab al II-lea; zm. po 1458) – hospodar wołoski w latach 1442–1443 z dynastii Basarabów.
Prawdopodobnie był synem hospodara wołoskiego Dana II. Został wprowadzony tron wołoski przez wojewodę siedmiogrodzkiego Jana Hunyadego po uwięzieniu przez Turków Włada Diabła w 1442. Basarab wystąpił przeciwko Turkom po stronie Hunyadego, dzięki czemu zostali oni pokonani w bitwie nad rzeką Ialomița i wyparci z Wołoszczyzny. Jednak w następnym roku Wład Diabeł został zwolniony z niewoli i zdołał dzięki wsparciu tureckiemu odzyskać tron.
Basarab był ojcem hospodara Basaraba IV Młodego.

## Literatura
- J. Demel: Historia Rumunii. Wrocław – Warszawa – Kraków: Zakład Narodowy im. Ossolińskich – Wydawnictwo, 1970, s. 122.
- J. Rajman: Encyklopedia średniowiecza. Kraków: Wydawnictwo Zielona Sowa, 2006, s. 98. ISBN 83-7435-263-9.